# Серайн
Серайн (баск. Zerain (офіційна назва), ісп. Ceráin) — муніципалітет в Іспанії, у складі автономної спільноти Країна Басків, у провінції Гіпускоа. Населення — 243 особи (2009).
Муніципалітет розташований на відстані близько 310 км на північ від Мадрида, 41 км на південний захід від Сан-Себастьяна.

## Демографія
Динаміка населення (INE ):

## Галерея зображень

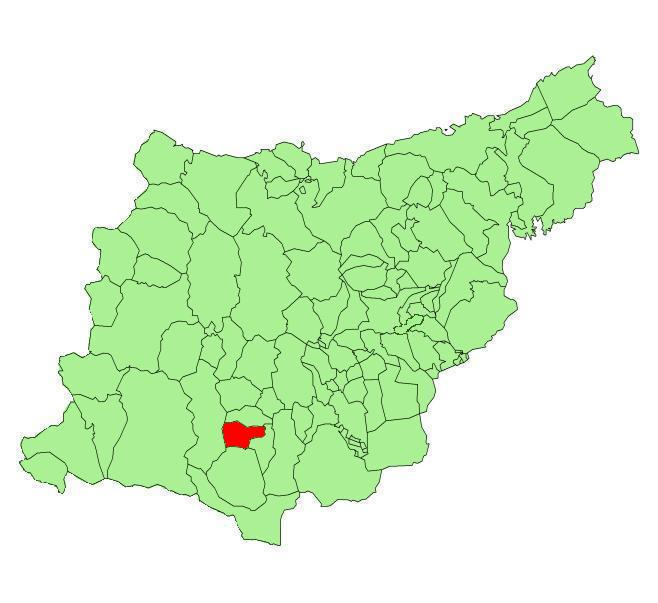
Розташування муніципалітету
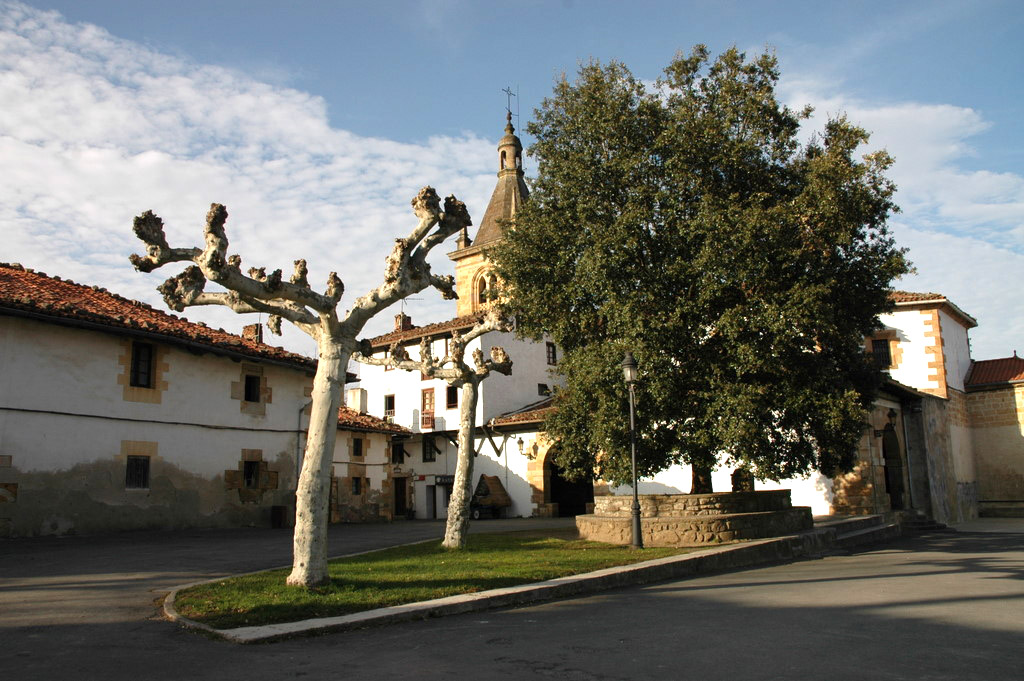
Серайн
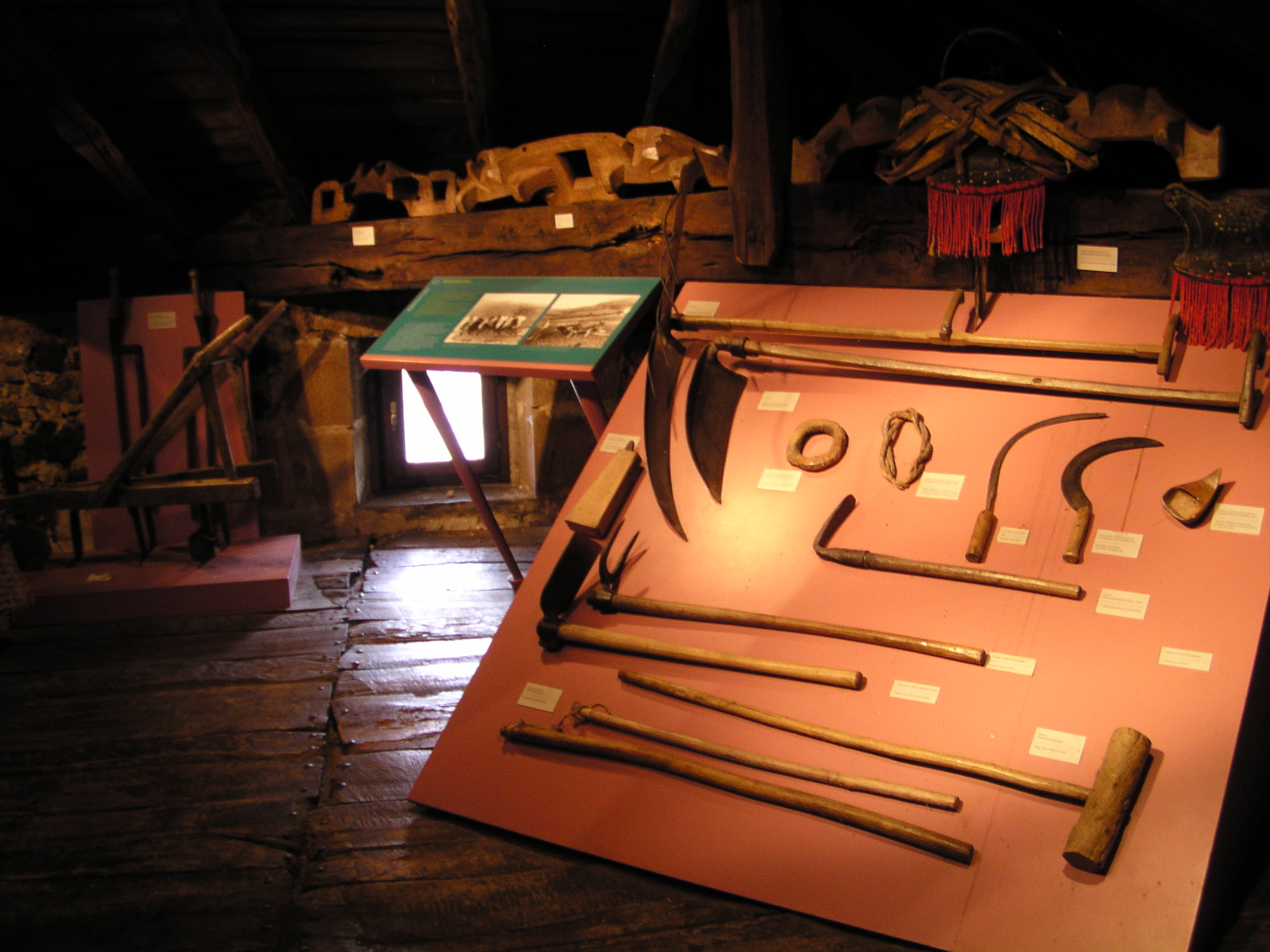
Етнографічний музей
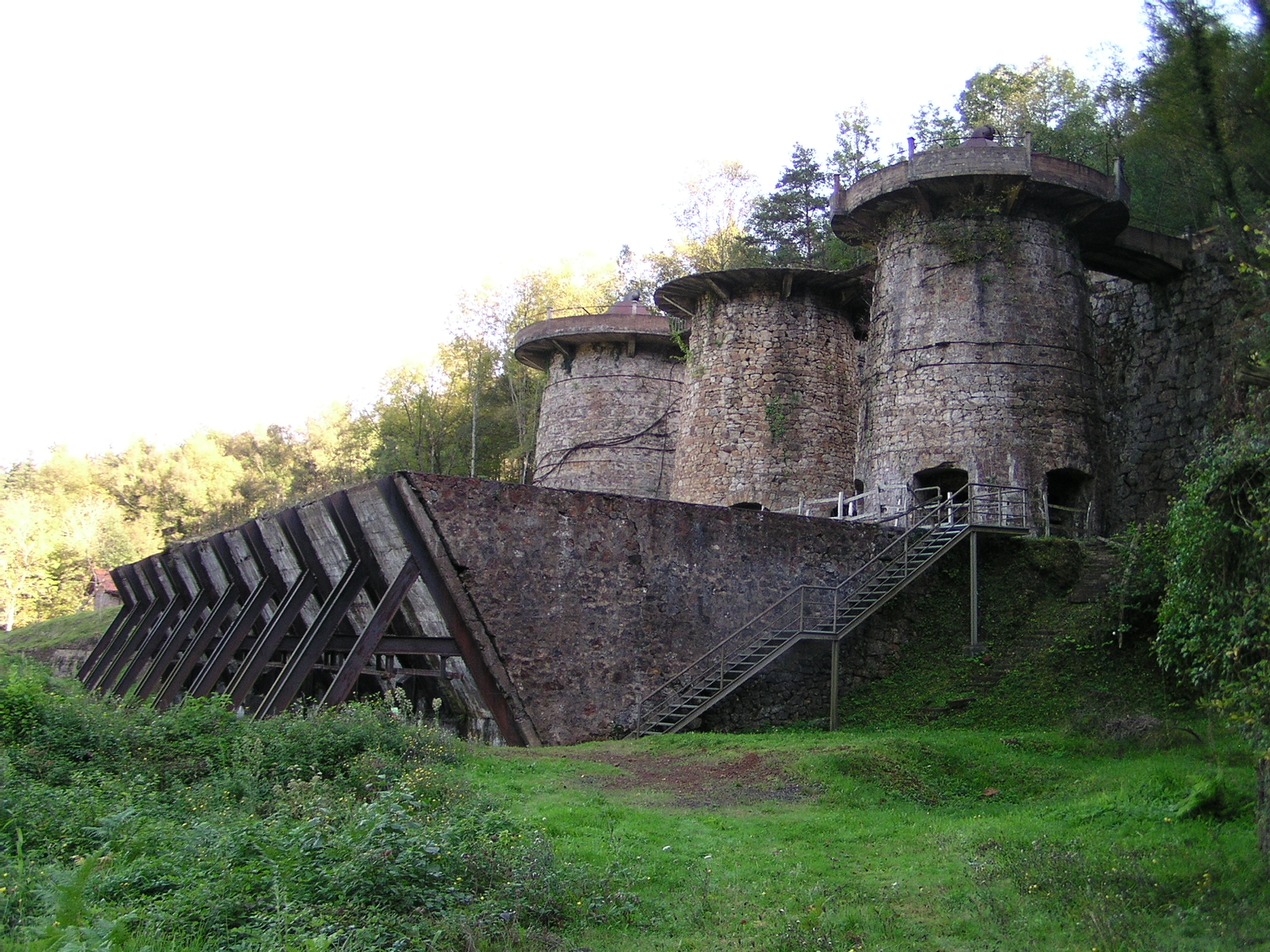
Етнографічний музей